# ÉS
éS Footwear startades 1995 och är ett av skateboardens mest kända märken.
éS-teamet består av följande åkare: Tom Penny, Rick Mccrank, Rodrigo TX, PJ Ladd, Justin Eldrige och Cale Nuske. Europateamet består bland annat av Jean-Marc Soulet och i Sverige kör Anton Myhrvold éS.
De gör produkter som skor, byxor, jackor, kepsar, mössor, t-shirtar, sweatshirtar, smycken och accessoarer.